# Karamenderes
Il Karamenderes è un fiume della Turchia. Scorre interamente all'interno della provincia turca di Çanakkale.
Esso corrisponde all'antico fiume Scamandro (nella storica regione della Troade), lungo il basso corso del quale, secondo l'Iliade omerica, sono state combattute le battaglie della guerra di Troia.
Presso la sua foce era situata anche l'antica città di Sigeo.

## Percorso
Il fiume nasce a 300 m s.l.m. da alcune polle risorgive e riceve subito l'apporto importante del Tuner, suo principale affluente che misura c.a 150 km. Attraversa una stretta valle molto stretta e incassata. Attraversa la cosiddetta Golena di Arminck. Giunge in pianura dove allarga il suo letto ciottoloso e poco profondo e con andamento pigro sfocia nel Mar Egeo.

## Piene
Il fiume ha un carattere torrentizio con piene pericolosissime e magre notevolissime con un minimo di 0,5 m³/s. Le piene massime si sono registrate nel 2009.